# Aukščiausioji lyga 1984
L'edizione 1984 dell'Aukščiausioji lyga fu la quarantesima come campionato della Repubblica Socialista Sovietica Lituana; il campionato fu vinto dal Granitas Klaipėda, giunto al suo 4º titolo.

## Formula
Fu confermata la formula a girone unico: le squadre passarono da 16 a 18, con le retrocesse Mokslas Vilnius ed Aušra Vilnius sostituite dalla Squadra giovanile della Lituania, SRT Vilnius, la formazione riserve dello Zalgiris ed Utenis Utena.
Le 18 formazioni si incontrarono in gironi di andata e ritorno per un totale di 34 incontri per squadra. Le squadre classificate agli ultimi tre posti retrocessero.

## Classifica finale
|                        | Pos. | Squadra                    | Pt | G  | V  | N  | P  | GF | GS | DR  |
| ---------------------- | ---- | -------------------------- | -- | -- | -- | -- | -- | -- | -- | --- |
| RSS Lituana (bandiera) | 1.   | Granitas Klaipėda          | 53 | 34 | 23 | 7  | 4  | 76 | 26 | +50 |
|                        | 2.   | Ekranas                    | 48 | 34 | 20 | 8  | 6  | 54 | 34 | +20 |
|                        | 3.   | SRT Vilnius                | 46 | 34 | 17 | 12 | 5  | 56 | 33 | +23 |
|                        | 4.   | Pažanga Vilnius            | 45 | 34 | 18 | 9  | 7  | 46 | 29 | +17 |
|                        | 5.   | Banga Kaunas               | 40 | 34 | 14 | 12 | 8  | 45 | 29 | +16 |
|                        | 6.   | Statyba Jonava             | 40 | 34 | 15 | 10 | 9  | 42 | 48 | -6  |
|                        | 7.   | Utenis Utena               | 34 | 34 | 15 | 4  | 15 | 40 | 41 | -1  |
|                        | 8.   | Statybininkas Šiauliai     | 34 | 34 | 12 | 10 | 12 | 42 | 44 | -2  |
|                        | 9.   | Tauras Šiauliai            | 33 | 34 | 12 | 9  | 13 | 47 | 46 | +1  |
|                        | 10.  | Atmosfera Mažeikiai        | 33 | 34 | 9  | 15 | 10 | 27 | 31 | -4  |
|                        | 11.  | Vienybė Ukmergė            | 33 | 34 | 12 | 9  | 13 | 46 | 41 | +5  |
|                        | 12.  | Kelininkas Kaunas          | 31 | 34 | 10 | 11 | 13 | 44 | 46 | -2  |
|                        | 13.  | Inkaras Kaunas             | 31 | 34 | 7  | 17 | 10 | 28 | 34 | -6  |
|                        | 14.  | Atletas Kaunas             | 27 | 34 | 9  | 9  | 16 | 26 | 44 | -18 |
|                        | 15.  | Nevėžis                    | 23 | 34 | 6  | 11 | 17 | 42 | 57 | -15 |
|                        | 16.  | Squadra giovanile Lituania | 22 | 34 | 6  | 10 | 18 | 26 | 49 | -23 |
|                        | 17.  | Politechnika Kaunas        | 20 | 34 | 5  | 10 | 19 | 14 | 36 | -22 |
|                        | 18.  | Žalgiris-2                 | 19 | 34 | 3  | 13 | 18 | 18 | 51 | -33 |